# Masato
Masato (jap. 魔裟斗, eigentlich 小林 雅人 Kobayashi Masato; * 10. März 1979 in Kashiwa, Präfektur Chiba) ist ein professioneller japanischer Kickboxer und K-1 World Max Champion 2003 und 2008.
Masato wurde als Masato Kobayashi in Chiba, Japan geboren. Seinen ersten Profikampf bestritt er im März 1997, welchen er in der ersten Runde durch K. o. gewann. Masato ist bekannt für seine systematischen Attacken, technische Präzision und exzellente boxerische Fähigkeiten. Bis jetzt wurde er in noch keinem Profikampf k.o. geschlagen. Er spielte auch in Filmen mit, darunter IZO, Buyuden, Shamo – The Ultimate Fighter, Dead or Alive 2 und Shukyoku Ninja. Er ist mit der japanischen Schauspielerin Shin Yazawa verheiratet.

## K-1-Karriere
Masato nahm an allen K-1 World Max Finals seit 2002 teil. Er gewann das K-1 World Max Finalturnier 2003, nachdem er Albert Kraus im Finale bezwang.
Im Oktober 2007 nahm Masato zum sechsten Mal in Folge an den K-1 World Max Finalturnieren in Tokio teil. Im Viertelfinale traf er auf den Vorjahressieger Buakaw Por. Pramuk. Beide wurden neben Andy Souwer als Favoriten auf den Titelgewinn gehandelt. Kurz vor Ende der ersten Runde konnte Masato Buakaw zum ersten Mal in dessen Karriere zu Boden schlagen. Masato kämpfte den restlichen Kampf mit unverändert hoher Geschwindigkeit und errang einen Punktsieg.
Sein Gegner im Halbfinale, Artur Kyshenko, kämpfte eine starke erste Runde. Masato knockte ihn in der zweiten Runde aus. Damit war er im Finale gegen Andy Souwer.
In der ersten Runde bereitete Masato Souwer große Probleme durch seinen offensiven Kampfstil. Andy Souwer, der oft in der ersten Runde sehr abwartend kämpft und seine Gegner analysiert, erhöhte in der zweiten Runde das Tempo. Er versuchte mit Low-Kicks einen TKO zu erzwingen und Masatos Beine, die bereits in den beiden vorherigen Kämpfen in Mitleidenschaft gezogen wurden, ließen ernste Schlagwirkung erkennen. Masato trat zur dritten Runde nicht mehr an und überließ damit Souwer den Sieg.
Bei der Qualifikation für die K-1 World Max Finals 2008 konnte sich Masato gegen den gelernten Boxer Virgil Kalakoda in der dritten Runde mit K. o. durchsetzen. Er gewann das Finale gegen Artur Kyshenko (Ext.1R Decision 3-0).

## Titel
- 2008 K-1 World Max Champion
- 2007 K-1 World Max Finalteilnehmer
- 2004 K-1 World Max Finalteilnehmer
- 2003 K-1 World Max Champion
- 2003 K-1 World Max Japan Champion
- 2002 K-1 World Max Platz drei
- 2000 ISKA World Oriental Weltergewichts Champion
- 1999 All Japan Kickboxing Federation Weltergewichts Champion